# Russell Javors
Russell Javors (13 de junio de 1952) es un guitarrista de rock estadounidense. Es reconocido por haber sido el guitarrista rítmico en la banda de Billy Joel de 1976 a 1989. 

## Biografía
A los 15 años, Javors tocaba canciones con su amigo de la infancia Liberty DeVitto. Conoció a Doug Stegmeyer en la escuela secundaria y junto con Howard Emerson, formó la banda Topper. Juntos interpretaban las canciones que Javors escribía. Billy Joel necesitaba un bajista en su gira "Streetlife Serenade" e invitó a Stegmeyer a unirse a su banda. Javors y DeVitto se unieron también a la banda poco tiempo después. Con la incorporación del multiinstrumentista Richie Cannata, Topper se convirtió en Billy Joel Band. Javors tocó la guitarra rítmica con Joel desde 1976 hasta 1989.
El 23 de octubre de 2014, Javors, Cannata y DeVitto (con Stegmeyer, póstumamente) fueron incluidos en el Salón de la Fama de la Música de Long Island, principalmente por su trabajo con Joel. Poco después, Javors, Cannata y DeVitto fundaron la banda The Lords of 52nd Street. Javors también grabó algunas partes de  guitarra para el álbum homónimo de 1979 de Karen Carpenter, publicado en 1996.